# Säffle kommun
Säffle kommun er en kommune i Värmlands län, Sverige med 15.000 indbyggere (2006).
59°08′00″N 12°56′00″Ø / 59.133333333333°N 12.933333333333°Ø